# Dąbrowica (powiat biłgorajski)
Dąbrowica – wieś w Polsce na Równinie Biłgorajskiej, położona w województwie lubelskim, w powiecie biłgorajskim, w gminie Biłgoraj.
Wieś jest sołectwem w gminie Biłgoraj. Według Narodowego Spisu Powszechnego z roku 2011 wieś liczyła 988 mieszkańców i była drugą co do wielkości miejscowością gminy.
W miejscowości znajduje się kościół, który jest siedzibą parafii pw. św. Maksymiliana Kolbe. W strukturze kościoła rzymskokatolickiego parafia należy do metropolii przemyskiej, diecezji zamojsko-lubaczowskiej, dekanatu Biłgoraj – Północ.

## Położenie
Dąbrowica jest wioską położoną na północny zachód w odległości 4,5 km od Biłgoraja przy drodze Biłgoraj-Ciosmy. Do roku 1975 (do czasu zlikwidowania powiatów) należała do powiatu biłgorajskiego, województwa lubelskiego. Wieś położona jest w dorzeczu Tanwi, po jej prawej stronie pomiędzy kompleksem leśnym Puszczy Solskiej a Lasów Janowskich.
W latach 1954–1959 wieś należała i była siedzibą władz gromady Dąbrowica, po jej zniesieniu w gromadzie Biłgoraj. W latach 1975–1998 wchodziła w skład województwa zamojskiego, a od 1999 r. znowu należy do woj. lubelskiego.

## Części wsi
| SIMC    | Nazwa               | Rodzaj    |
| ------- | ------------------- | --------- |
| 0885850 | Wygon               | część wsi |
| 0885866 | Zagrody Dąbrowickie | część wsi |
| 0885872 | Zagumnie            | część wsi |

## Historia
Wieś została założona w XVI wieku przez Gorajskich, a w 1599 roku na mocy wyroku sądu trybunalskiego weszła w skład Ordynacji Zamojskiej. W 1626 roku istniało tu 40 zagród z rolami, a kilka lat później notowano tutaj stawek na bagnach z młynem oraz dwie karczmy. Pod koniec XVII wieku pod lasem za starą Rudą zbudowano nowy młyn, który jednak szybko opustoszał i został zlikwidowany. Źródła z początku XIX wieku notują starą karczmę na końcu wsi, a także nowo-wybudowaną karczmę za wsią w Górce. Dąbrowica znana była z rzemiosła drewnianego. Wytwarzano tutaj m.in. gonty, koszyki, łubianki, rzeszota itd, a także łuby, włosiankę i sita. W 1847 roku mieszkańcy wsi zostali zdziesiątkowani przez epidemię cholery.
We wrześniu 1939 roku stacjonował tutaj sztab Armii Kraków, a pod wsią doszło do potyczki z wojskiem niemieckim. W lipcu 1943 roku wieś została wysiedlona, co upamiętnia krzyż i kamień postawione na miejscu zbiórki wypędzonych mieszkańców.